# Dmitrij Peskov
Dmitrij Sergejevič Peskov (rusky Дмитрий Сергеевич Песков; * 17. října 1967 Moskva) je ruský diplomat a od roku 2000 tiskový mluvčí ruského prezidenta Vladimira Putina.

## Život
Pochází z rodiny diplomata. V roce 1989 ukončil studium na Institutu asijských a afrických zemí Lomonosovovy univerzity v Moskvě.
V devadesátých letech působil na ministerstvu zahraničí a v diplomatických službách (různé funkce na velvyslanectví v Turecku).
V roce 2015 se oženil s ruskou krasobruslařkou Taťjanou Navkovou. V květnu 2020 u něj byla potvrzena nákaza nemocí covid-19.

### Rodina
Peskov má dceru Jelizavetu, která ve Francii studuje práva a mezinárodní vztahy. Pracuje v Evropském parlamentu v Bruselu jako stážistka pro ultrapravicového europoslance Aymerica Chauprade, který byl členem francouzské Národní fronty. Může tak mít přístup k řadě interních unijních informací. „Je to nebezpečné, protože tito lidé se mohou dostat k informacím, které mohou být zneužity ruskou tajnou službou,“ uvedl bývalý europoslanec Jaromír Štětina.
Po ruské invazi na Ukrajinu v únoru 2022 Jelizaveta na svůj Instagram napsala „No to war“ (ne válce).